# Dewalia
Dewalia o Devalia fou petit estat tributari protegit al districte de Jhalawar, agència de Kathiawar, presidència de Bombai. Estava format per dos pobles amb dos tributaris separats.
Els ingressos s'estimaven el 1881 en 523 lliures de les que 46 es pagaven als britànics com a tribut, i 12 al nawab de Junagarh.